# Final Destination
Final Destination är en amerikansk skräckfilm från 2000 i regi av James Wong, med Devon Sawa, Ali Larter, Kerr Smith och Kristen Cloke i rollerna.

## Handling
Alex är en amerikansk yngling som tillsammans med sin skolklass ska flyga till Paris. Väl ombord på flygplanet, men innan det hinner lyfta, får Alex en vision om att planet kommer att fatta eld och explodera. Han grips av panik och tillsammans med några klasskamrater lämnar han planet innan det lyfter. Några minuter senare ser de hur planet exploderar och alla ombord dör. 
De som klev av planet har nu ett problem: Det var inte meningen att Alex och de andra skulle överleva kraschen, så nu söker Döden efter dem för att se till att alla dör på riktigt. Det första offret blir Tod efter att en kedjereaktion gör att han halkar på det läckande toavattnet i sitt badrum och blir brutalt strypt av duschlinan. Alex och Clear besöker begravningsentreprenören William Bludworth som säger att Döden har ett nytt mönster för alla som klev av planet, då Dödens tidigare mönster förstördes när dom gick av planet. Nästa person som dör är Terry som blir våldsamt påkörd av en buss. 
Alex lyckas komma på Dödens mönster när han märker hur explosionen startade och i vilken ordning som de sista överlevande dör i. Ms Lewton är nästa som står på tur och blir först skadad i halsen när en glasskärva flyger mot hennes hals efter att hennes datorskärm exploderat. Lewtons gasspis fattar eld och exploderar vilket gör att hon faller omkull på köksgolvet. När hon försöker stoppa blödningen så får hon en kökskniv genom bröstet efter att ha dragit ner en handduk från knivlådan den hängde på. 
Alex kommer precis tid och försöker dra ut kniven, men Lewtons ugn exploderar faller stolen på kniven och trycker den längre in i bröstet så att hon. Alex lyckas ta sig undan innan huset exploderar. Carter är den som står på tur i Dödens mönster. Ilsken efter Terrys död så vill han dö på sina villkor och tar med sig Clear, Alex och Billy till ett järnvägsspår där han stannar bilen mitt på spåret. 
Alla lyckas ta sig ut men inte Carter. Bältet låser sig och dörren låser sig tack vare Dödens ingripande. Men Alex lyckas dra ut honom genom rutan innan tåget kör på bilen. 
Eftersom det var Carters tur, men att han blev räddad, så hoppade Döden över honom och det blir Billy som står på tur som dör genom att vasst metallsplitter av bilen flyger mot hans huvud och hugger av det. Clear står näst på tur men Alex lyckas precis rädda henne innan en våldsam explosion dödar henne. 
Ett halvår senare åker Carter, Alex och Clear till Paris för att fira sin överlevnad och för att ha lurat Döden ännu en gång, men Carter säger att eftersom ingen räddade Alex så står han fortfarande på tur. Skräckslagen över tanken så går Alex därifrån men blir nästan påkörd av en buss.. När bussen krockar med en lyktstolpe slungas den högt i luften och slår lös en neonskylt från sin ställning. Carter lyckas rädda Alex innan han blir mosad av skylten. Döden hoppade över honom och filmen slutar med att Carter dör av den fallande skylten.

## Rollista
| Devon Sawa           | – Alex Browning    |
| Ali Larter           | – Clear Rivers     |
| Kerr Smith           | – Carter Horton    |
| Kristen Cloke        | – Valerie Lewton   |
| Daniel Roebuck       | – Agent Weine      |
| Roger Guenveur Smith | – Agent Schreck    |
| Chad Donella         | – Tod Waggner      |
| Seann William Scott  | – Billy Hitchcock  |
| Tony Todd            | – Bludworth        |
| Amanda Detmer        | – Terry Chaney     |
| Brendan Fehr         | – George Waggner   |
| Forbes Angus         | – Larry Murnau     |
| Lisa Marie Caruk     | – Christa Marsh    |
| Christine Chatelain  | – Blake Dreyer     |
| Barbara Tyson        | – Barbara Browning |

## Om filmen
Filmen regisserades av James Wong och är 98 minuter lång. Detta är den första delen i en serie om hur döden ser till att planen då folk ska dö följs. Filmens stora signum är de kreativa kedjor av händelser som döden sätter igång för att ta kål på sina offer.

### Övriga filmer i serien
- Final Destination 2 (2003)
- Final Destination 3 (2006)
- The Final destination (2009)
- Final Destination 5 (2011)